# Frauensee
Frauensee ist ein Ortsteil der Stadt Bad Salzungen im Wartburgkreis in Thüringen.

## Geografie

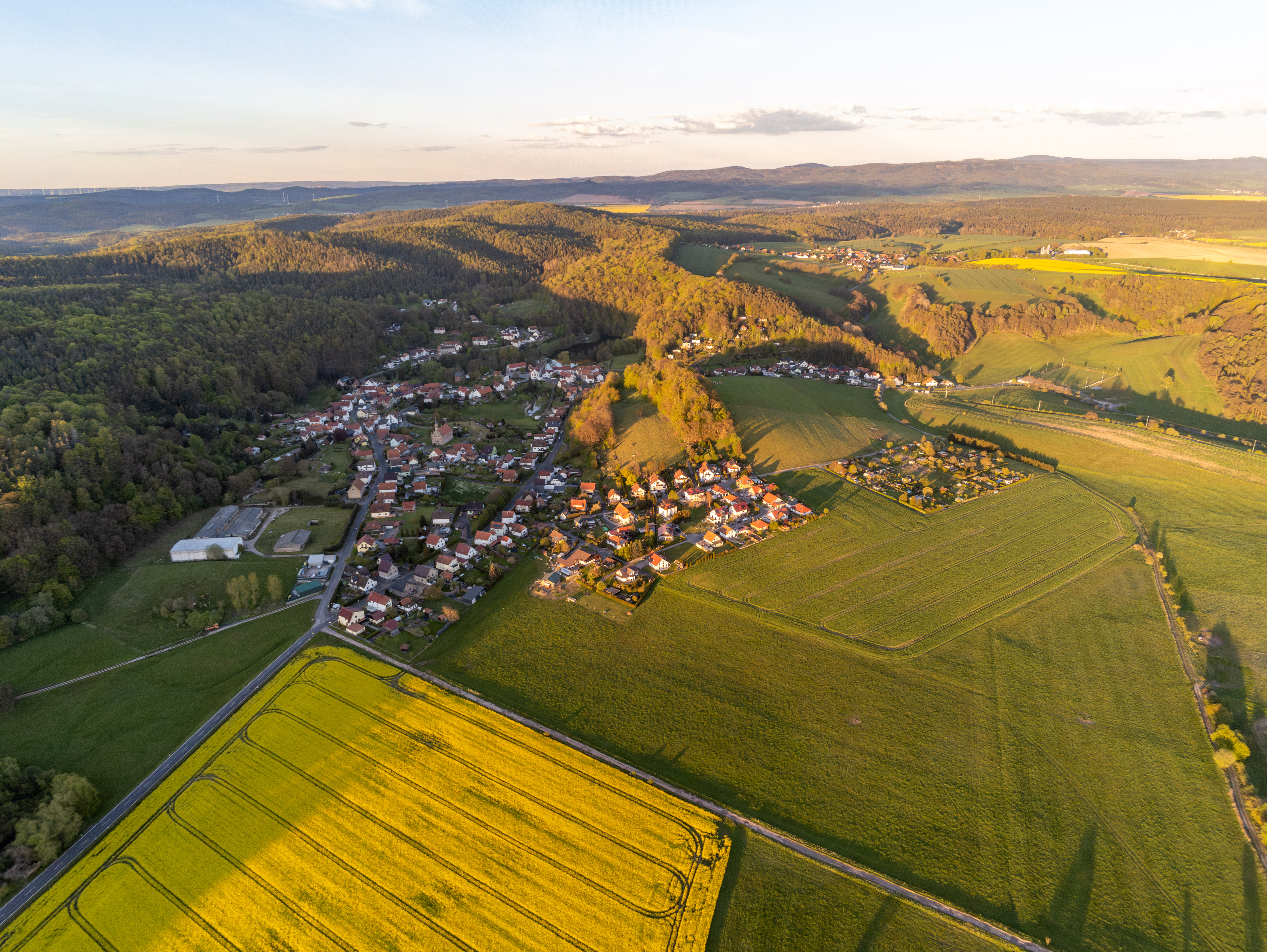
Luftbild Frauensee (2024)

Naturräumlich liegt Frauensee in einem Seitental der mittleren Werra, zwischen Thüringer Wald und Rhön am gleichnamigen See.

### Ehemalige Gemeindegliederung

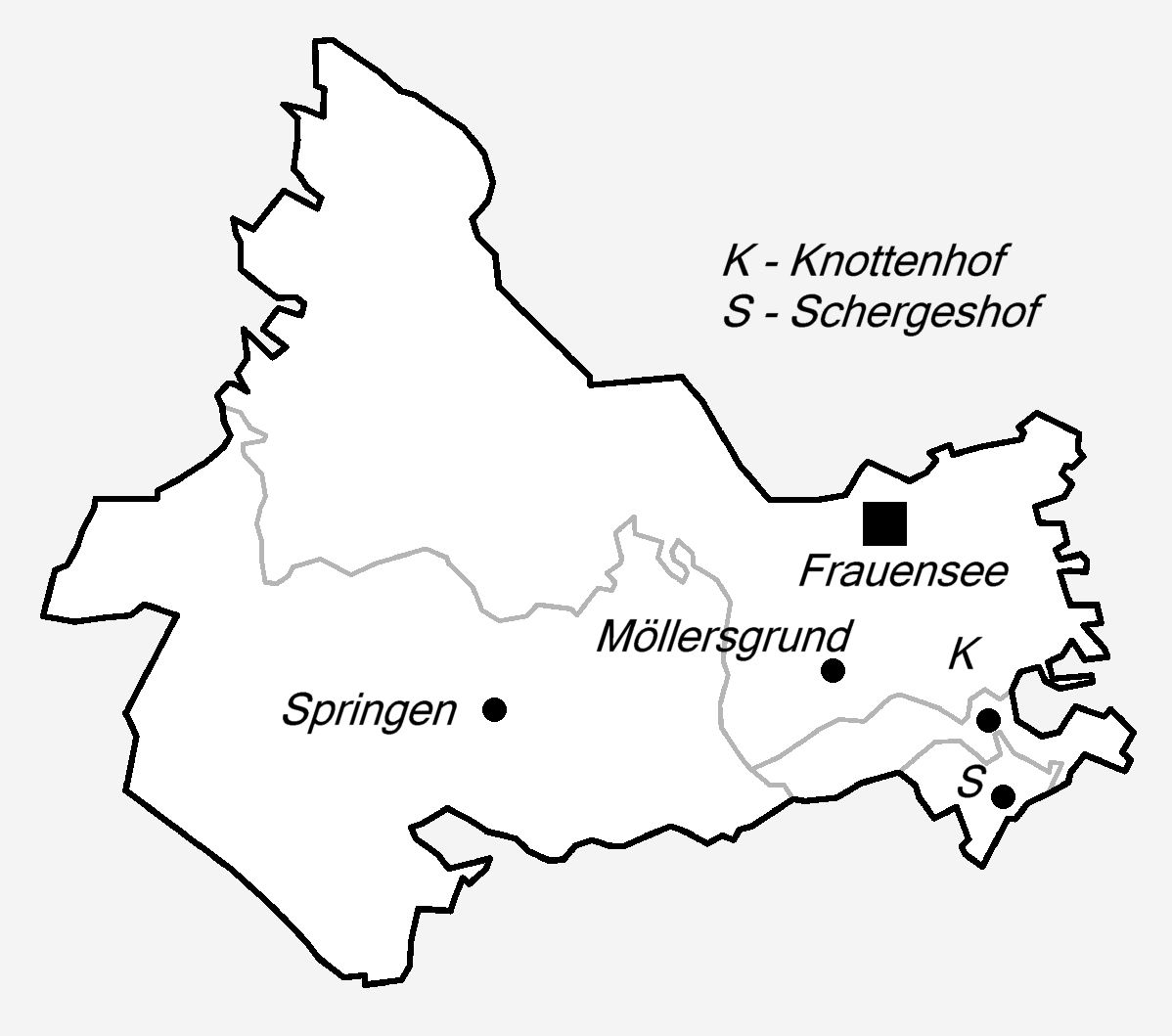
Frühere Gemeindegliederung

Zum Ortsteil Frauensee gehören neben Frauensee das Dorf Springen sowie die Kleinsiedlungen Knottenhof, Möllersgrund und Schergeshof. Die beiden Kleinsiedlungen Knottenhof und Schergeshof befinden sich südlich der Ortslage in Richtung Kieselbach. Am 30. Juni 2009 wohnten in Knottenhof 10 Einwohner, Möllersgrund 53 Einwohner, Schergeshof 10 Einwohner und in Springen 134 Einwohner.

### Ortsbild

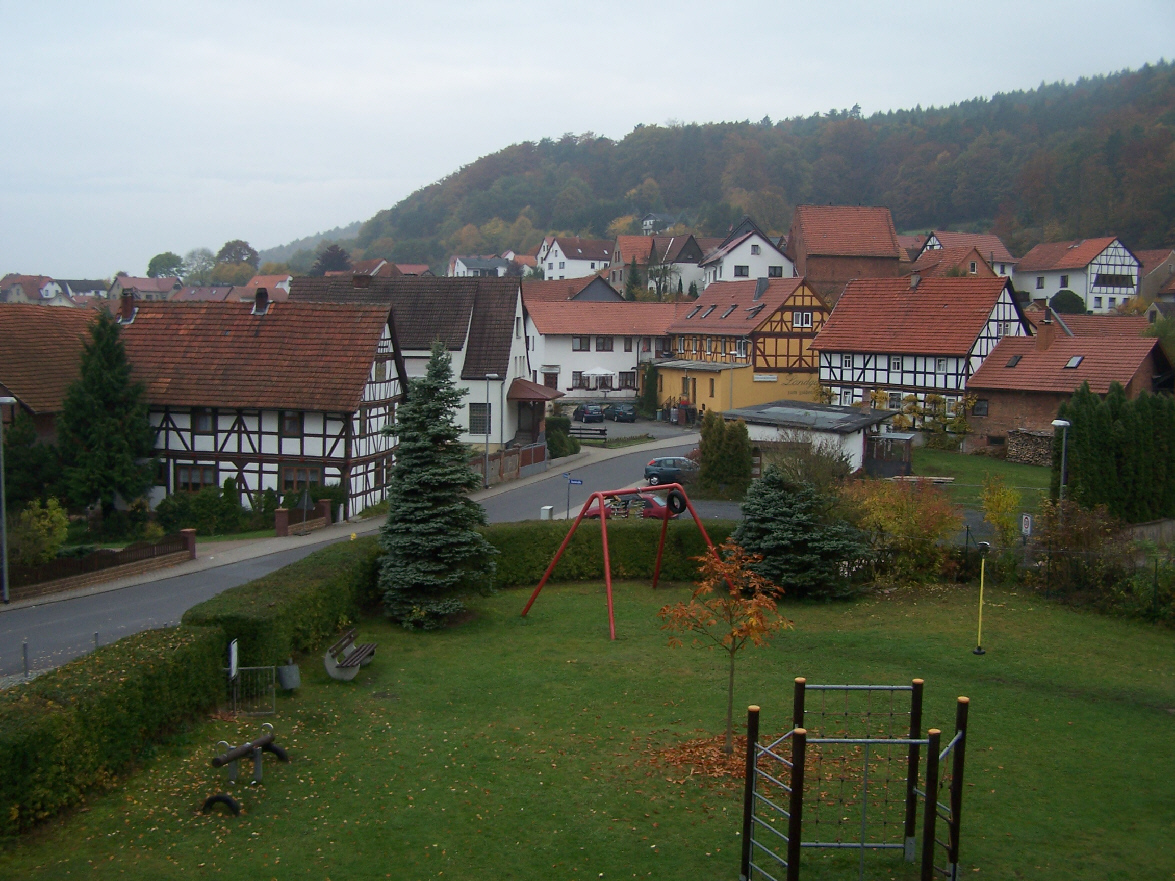
Blick über Frauensee

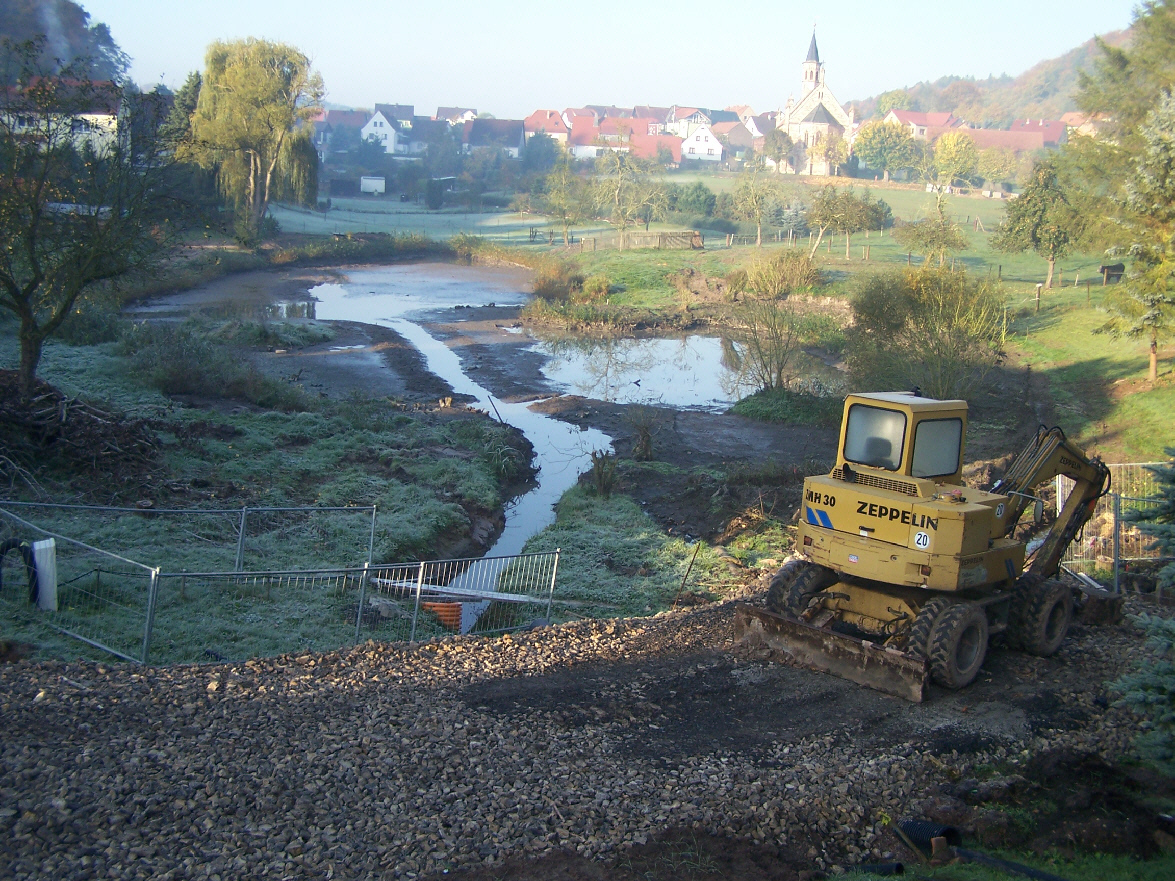
Der westliche Ortsteil und der teilweise abgelassene Kleine See

Prägend für den Ort ist der Frauensee. Die historische Ortslage von Frauensee entstand am nordwestlichen Ufer des Sees um ein ehemaliges Klostergelände, welches nach der Säkularisation in eine Schlossanlage umgewandelt worden war. Von der ursprünglichen Fachwerkarchitektur der Häuser finden sich noch zahlreiche Beispiele im Ortszentrum. Im 20. Jahrhundert erfuhr der Ort dann umfangreiche Erweiterungen infolge des entstehenden Fremdenverkehrs. Etwas abseits vom Hauptort entstanden Anfang des 20. Jahrhunderts in den Tälern um Springen mehrere Schachtanlagen des Kalibergbaus.

### Nachbarorte
Frauensee grenzt im Westen und Norden an die Stadtteile Vitzeroda, Gospenroda und Wünschensuhl der Stadt Werra-Suhl-Tal sowie im Nordosten an den Gerstunger Ortsteil Marksuhl. Im Osten folgt der Bad Salzunger Ortsteil Dönges. Im Süden schließen sich die Ortsteile Kieselbach und Dorndorf der Krayenberggemeinde an. Zur Stadt Vacha gehörig ist die Flur der Wüstung Heiligenroda als südwestlicher Nachbar.

### Geologie und Bodenschätze
Der Ort liegt am Nordrand des Werra-Kalireviers; der Kalisalzabbau erfolgte in den Schachtanlagen von Springen.
Geologisch betrachtet liegt der Ort in einer sehr aktiven natürlichen Senkungszone mit Dolinen. Diese war auch die Ursache für die Entstehung der drei großen abflusslosen Seen Frauensee, Hautsee und Albertsee. Obertägig wurden an mehreren Stellen in der Gemarkung Sandsteinbrüche angelegt.

### Berge

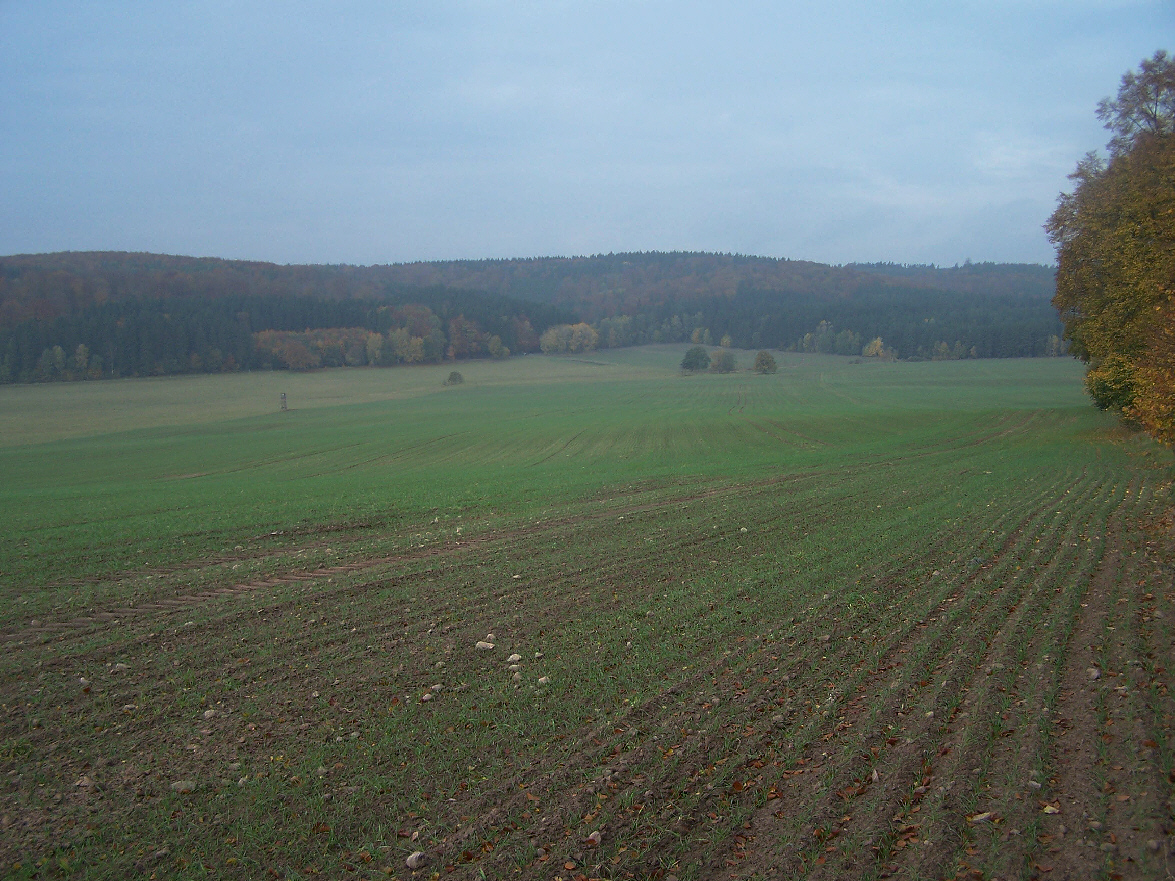
Blick auf den Frauenseer Forst

Die Landschaft um Frauensee ist vom Frauenseer Forst mit Kuppen, Hügeln und Bergen geprägt, hierzu zählen: Lehnberg  (447,7 m ü. NN), Gertenberg (338 m ü. NN), Buchenberg (366,4 m ü. NN), Schälrück (388,1 m ü. NN) und Langer Rück (373,9 m ü. NN). Der Schafberg (308,2 m ü. NN) befindet sich unmittelbar am Ortsrand von Frauensee.
Die Region ist Teil des Frauenseer Hügellandes und bildet den nördlichen Teil des Salzunger Werraberglandes. Sie befindet sich rechts (nördlich bzw. östlich) der Werra etwa in dem Dreieck zwischen Bad Salzungen, Philippsthal und Berka. Sie ist großräumiger betrachtet Teil des Osthessischen Berglandes.

### Gewässer

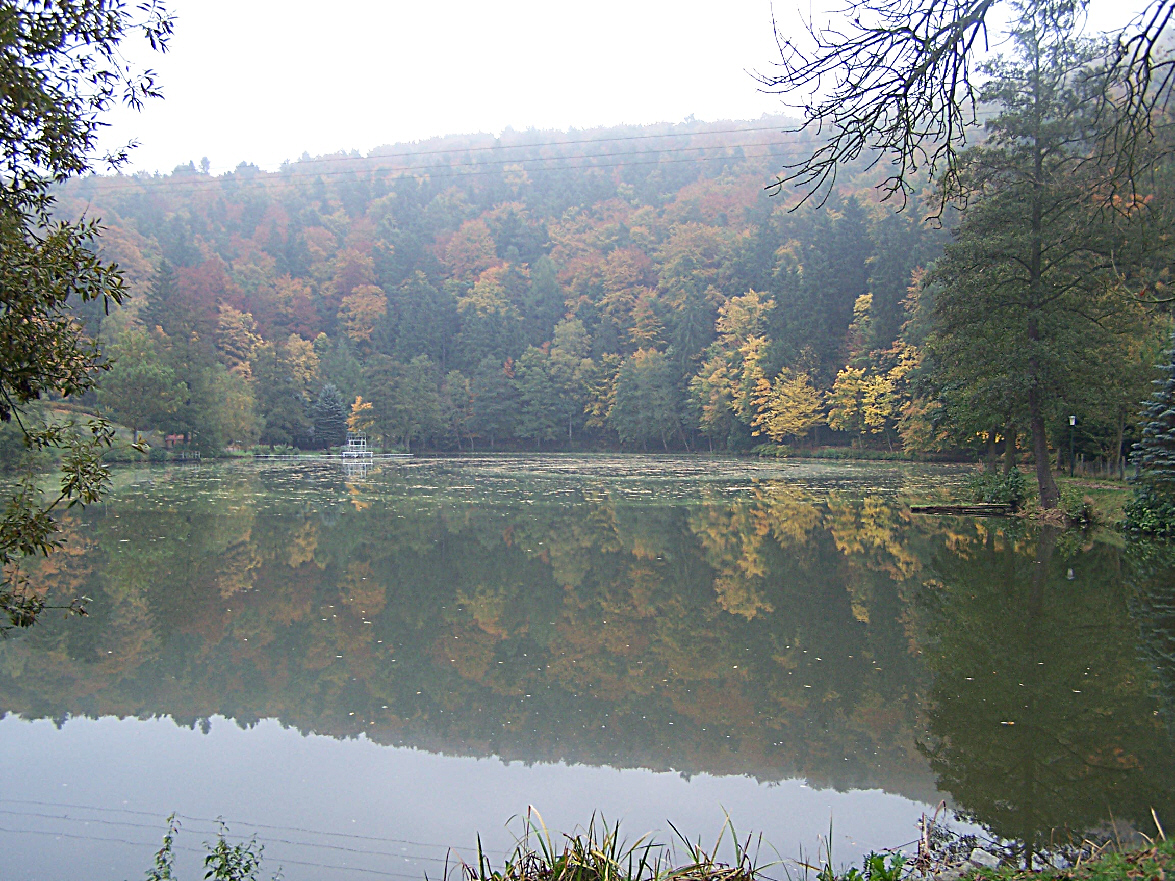
Der östliche Teil des Frauensee

Das Gewässersystem besteht aus dem ursprünglich abflusslosen Frauensee, welcher 1774 durch die Absenkung des Wasserspiegels und Errichtung eines Abflusstollens beträchtlich an Größe verlor, wobei zugleich der kleine Frauensee entstand. Der Kambach ist ein etwa 7000 Meter langer rechter Zufluss der Werra, er hat sein Quellgebiet in den Wäldern um Springen. Der Kieselbach ist ein etwa 6000 Meter langer rechter Zufluss der Werra, dessen Quellgebiet sich südlich von Frauensee befindet und in den der 1774 vollendete Abzugsstollen des Frauensees mündet.
Seit 2008 wurde ein Überlauf zwischen dem kleinen und großen See geschaffen, so dass die Seen erstmals seit 1774 wieder miteinander verbunden sind.
Zur Verbesserung der Gewässergüte des Frauensees wurde 2009 südlich der Ortslage eine neue Kläranlage in Betrieb genommen. Seitdem wird erstmals der Großteil der in Frauensee anfallenden Abwässer nicht mehr dem See zugeführt.

## Geschichte
Der Ort geht auf das 1189 gegründete Kloster Frauensee zurück, ein Zisterzienser-Nonnenkloster auf einer Insel im gleichnamigen Frauensee, der als Lacus sankte Mariae (See der heiligen Maria) erstmals erwähnt wurde. 1202 bestimmte der Thüringer Landgraf Hermann I. einen Salzunger Ritter als Schutzvogt des Klosters. Mit dem Ort Frauensee sowie den Orten und Einzelhöfen Abteroda, Gasteroda, Heiligenroda, Gospenroda, Fülleroda, Vitzeroda, Baueshof, Mölmeshof, Josthof, Mittelshof, Knottenhof entstanden in der unmittelbaren Nachbarschaft zahlreiche neue Siedlungen im Rahmen der Binnenkolonisation. Nach der Zerstörung des Klosters im Bauernkrieg 1525 und der einhergehenden Säkularisation kam der Klosterbesitz an die Landgrafschaft Hessen, die Hoheitsrechte wurden zwischen Hessen und Sachsen geteilt.
1816 kam das Amt Frauensee zum Herzogtum Sachsen-Weimar-Eisenach, wo Frauensee dem Landkreis Eisenach zugeteilt wurde. Der Haupterwerb der Bewohner lag in der Landwirtschaft, darin speziell in der Wollproduktion. Frauensee verfügte über umfangreiche landwirtschaftliche Flächen, was wohl noch auf die Güterausstattung des einstigen Klosters zurückzuführen ist. Um 1900 wurde der Ort zum Ziel von Sommerfrischlern. 1902 gab es 374 Einwohner, im Jahr 1955 lebten 1422 Einwohner im Ort.
Im Ortsteil Springen befand sich während des Zweiten Weltkriegs ein Außenlager des KZ Buchenwald, in dem Kriegsgefangene in einer Schachtanlage der Wintershall AG arbeiten mussten.
1950 kam der bis dahin im Landkreis Eisenach gelegene Ort zum neu gebildeten Kreis Bad Salzungen, 1994 dann zum Wartburgkreis. Am 6. Juli 2018 wurde Frauensee in die Stadt Bad Salzungen eingegliedert.

## Politik

### Gegenwärtiger Ortsteilbürgermeister
Der Ortsteilbürgermeister Michael Strunz wurde im Frühjahr 2022 gewählt.

### Ehemaliger Gemeinderat
Der letzte Gemeinderat aus Frauensee setzte sich aus acht Ratsfrauen und Ratsherren zusammen.
- Bürgerliste Frauensee: 8 Sitze

(Stand: Kommunalwahl am 25. Mai 2014)

### Ehemaliger Bürgermeister
Der ehrenamtliche Bürgermeister Rudolf Reitzig wurde am 6. Juni 2010 wiedergewählt.

### Partnerschaft
Eine Partnerschaft besteht mit dem Luftkurort Ronshausen in Hessen.

## Kultur und Vereinsleben

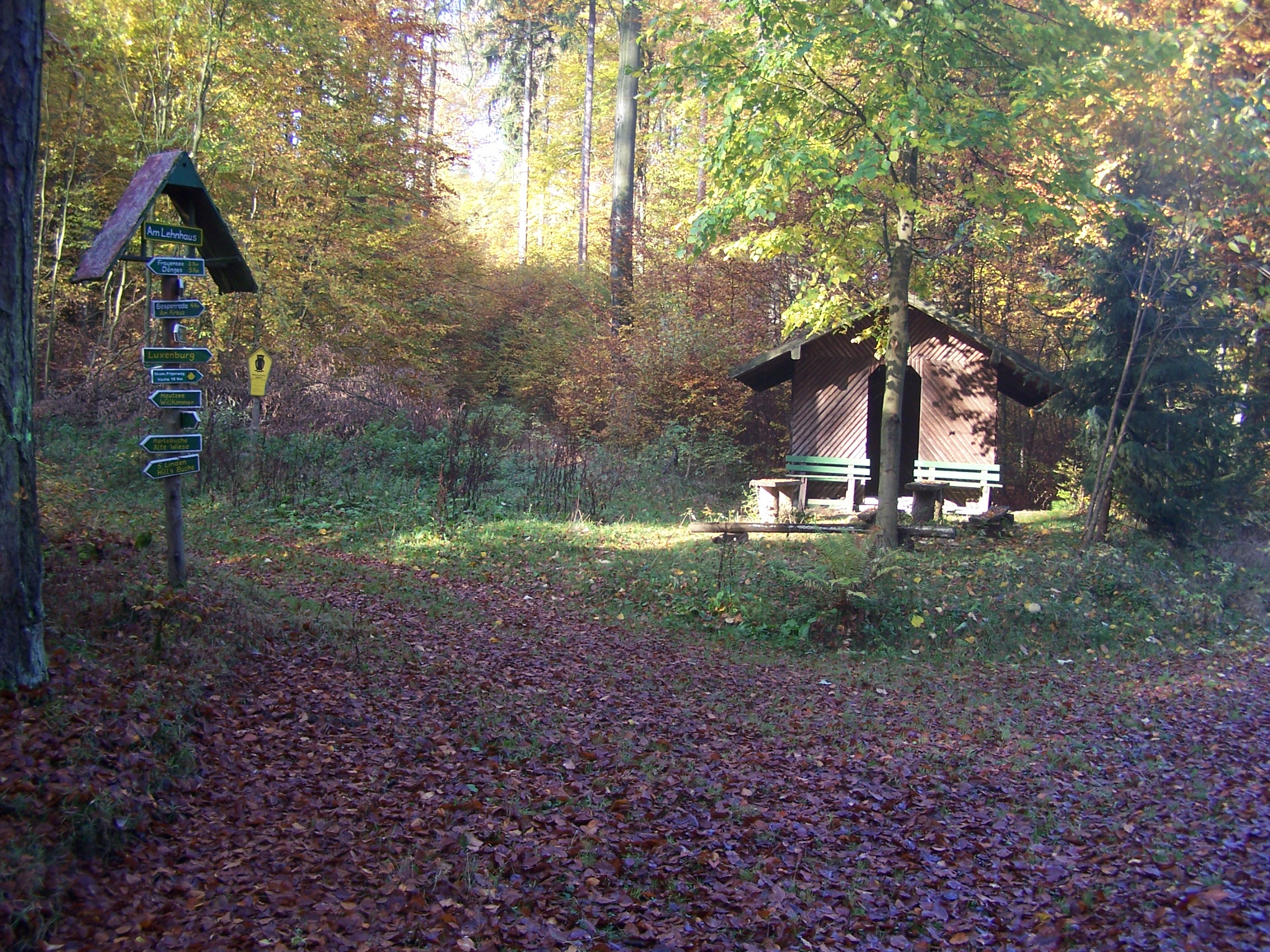
Am Lehnhaus – ein ausgebautes Wanderwegenetz umgibt Frauensee

Frauensee besitzt eine Vielzahl von Vereinen.
Der Natur- und Heimatverein Frauensee e. V. wurde 1991 gegründet. Die etwa 30 Mitglieder betreuen das Heimatmuseum im Schloss und das ausgedehnte Wanderwegenetz rings um den Ort. Der ökumenische Wanderweg St. Jacobus und der Lulluspfad als zwei überregionale Wege berühren Frauensee. Auf Initiative des Vereins wird seit 1992 in Frauensee auch wieder Karneval gefeiert.
Als gemischter Chor wurde 1983 der Kirchenchor Frauensee gegründet, dieser Chor widmet sich bevorzugt den Erfordernissen des kirchlichen Lebens.
Der Sportverein SV 1930 Frauensee wurde 1930 als Fußballverein gegründet, er besitzt gegenwärtig etwa 150 Mitglieder.
Dem Jagdsport frönt die Jagdgenossenschaft Hallalli Frauensee – sie betreut in der Gemarkung Frauensee ein 1510 Hektar großes Jagdgebiet. Dem Angelsport ist der Verein Aal verpflichtet, dieser wurde 1991 neu gegründet.
Der erste Brandschutz- und Feuerwehrverein entstand gemeinsam mit dem Nachbarort Dönges in den 1880er Jahren. Der heutige Feuerwehrverein Frauensee e. V. wurde im Januar 1990 gegründet und hatte 2002 eine Mitgliederzahl von 49 Kameraden.
Im Jahr 1990 entstand die Interessengemeinschaft IGBCE als Ortsgruppe der gleichnamigen Gewerkschaft und Verein der aktiven und ehemaligen Kalibergleute.
In Frauensee findet jedes Jahr eine traditionelle Kirmes statt. Diese wird von den Jugendlichen der Gemeinde organisiert und auf dem Saal, welcher dem Gasthaus „Zum goldenen Stern“ zugehörig ist, veranstaltet.

## Bauwerke und Sehenswürdigkeiten

### Klosteranlage und Schloss

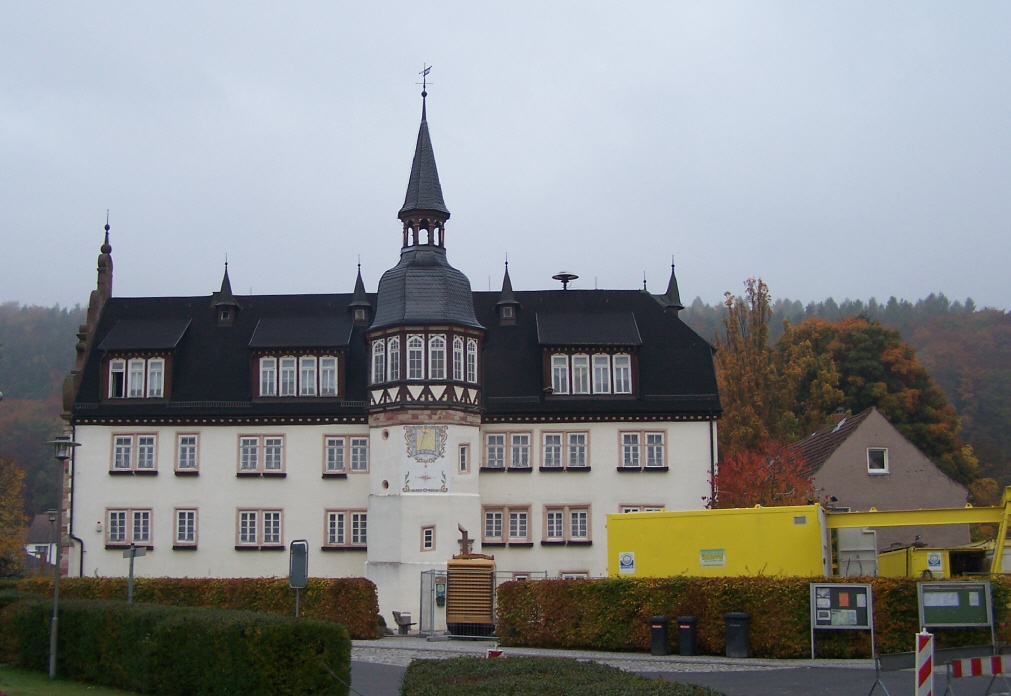
Das Schloss in Frauensee
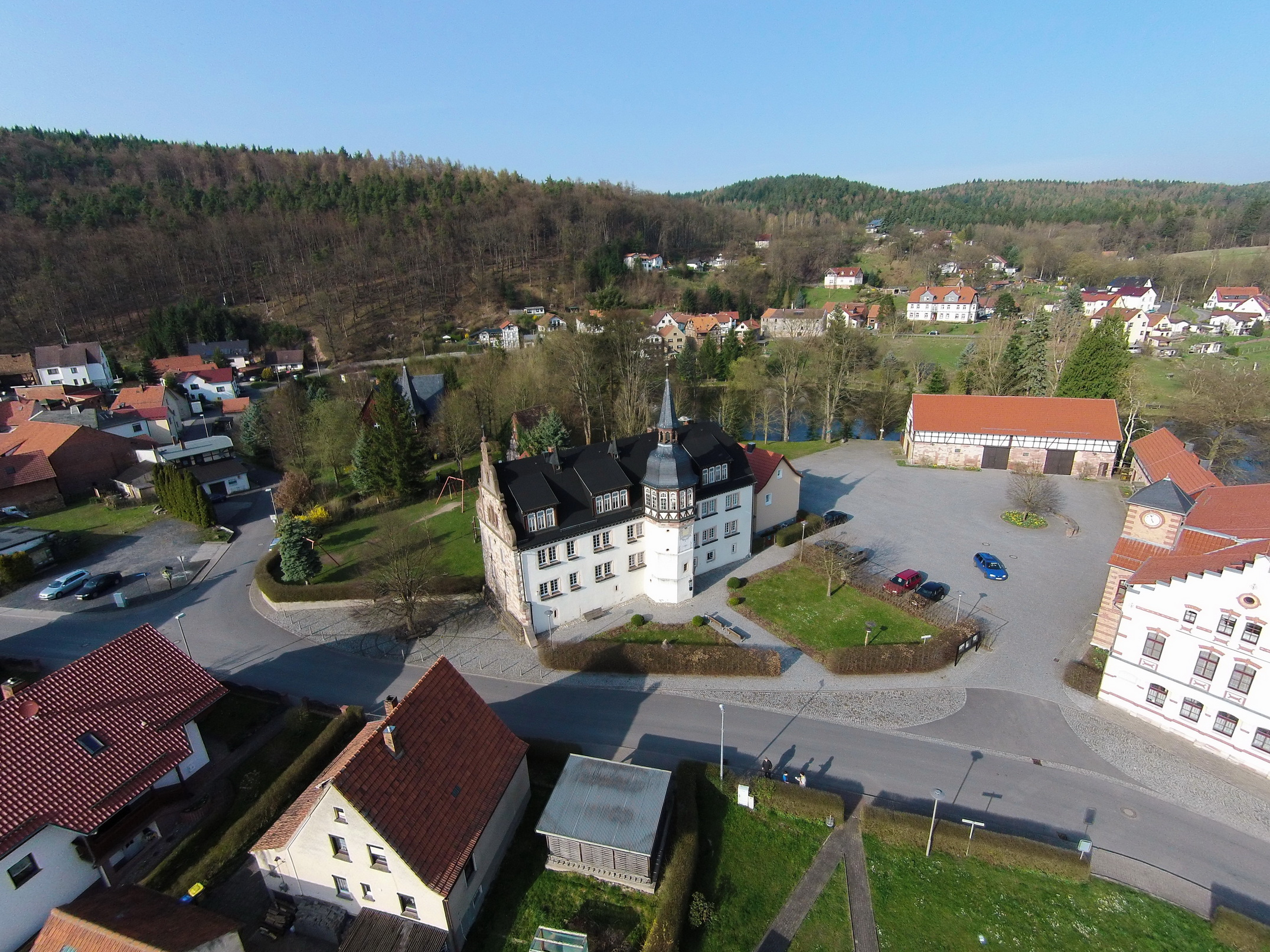
Luftbild Schloss Frauensee

In Vorbereitung auf das Ortsjubiläum wurden im Schlosshof archäologische Grabungen durchgeführt, hierbei fanden sich Spuren und Mauerreste der einstigen Klosteranlage Frauensee. Das heutige Schloss, erbaut in den Jahren 1632 bis 1634 von Landgraf Wilhelm von Hessen-Kassel, ist Sitz der Gemeindeverwaltung und beherbergt das Heimatmuseum.

### St.-Marien-Kirche

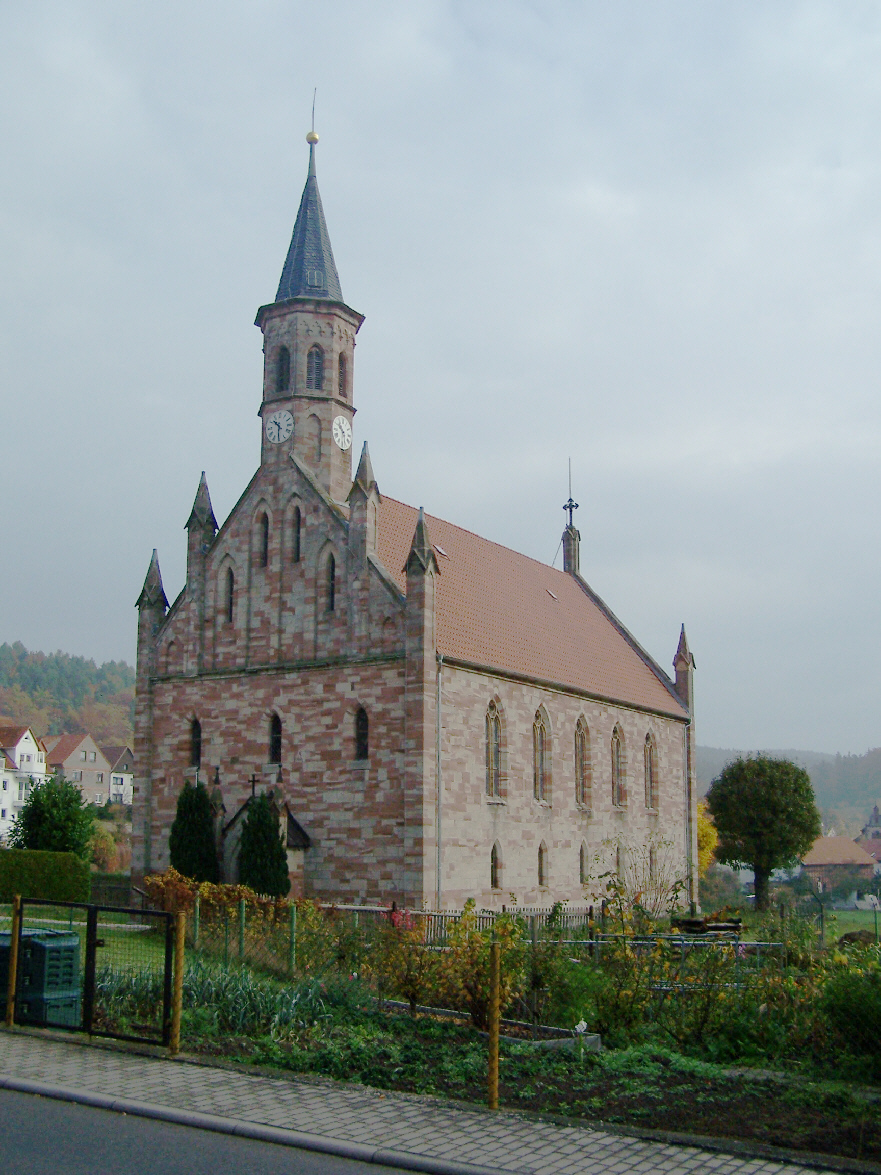
Die St.-Marien-Kirche
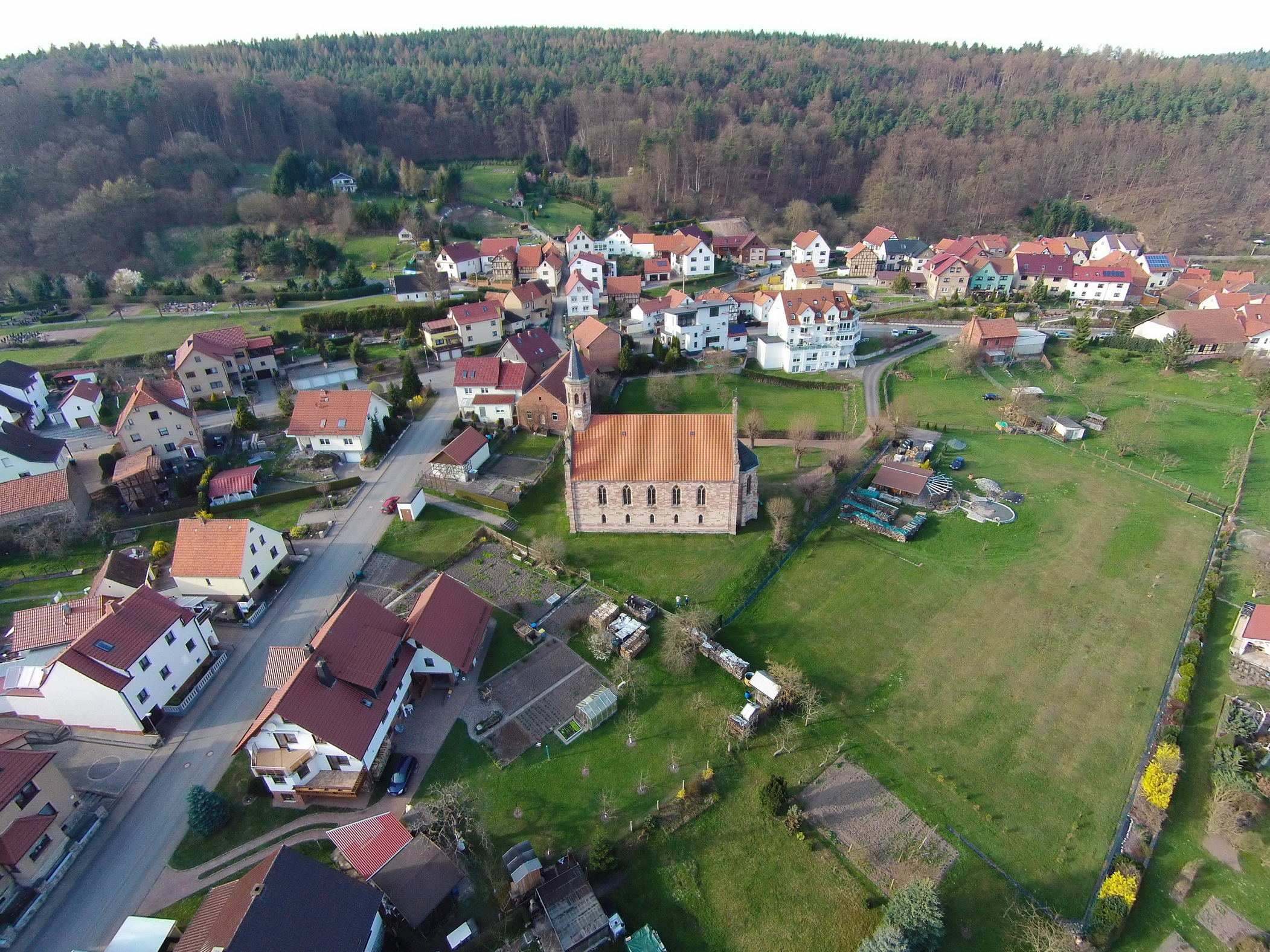
Luftbild St.-Marien-Kirche
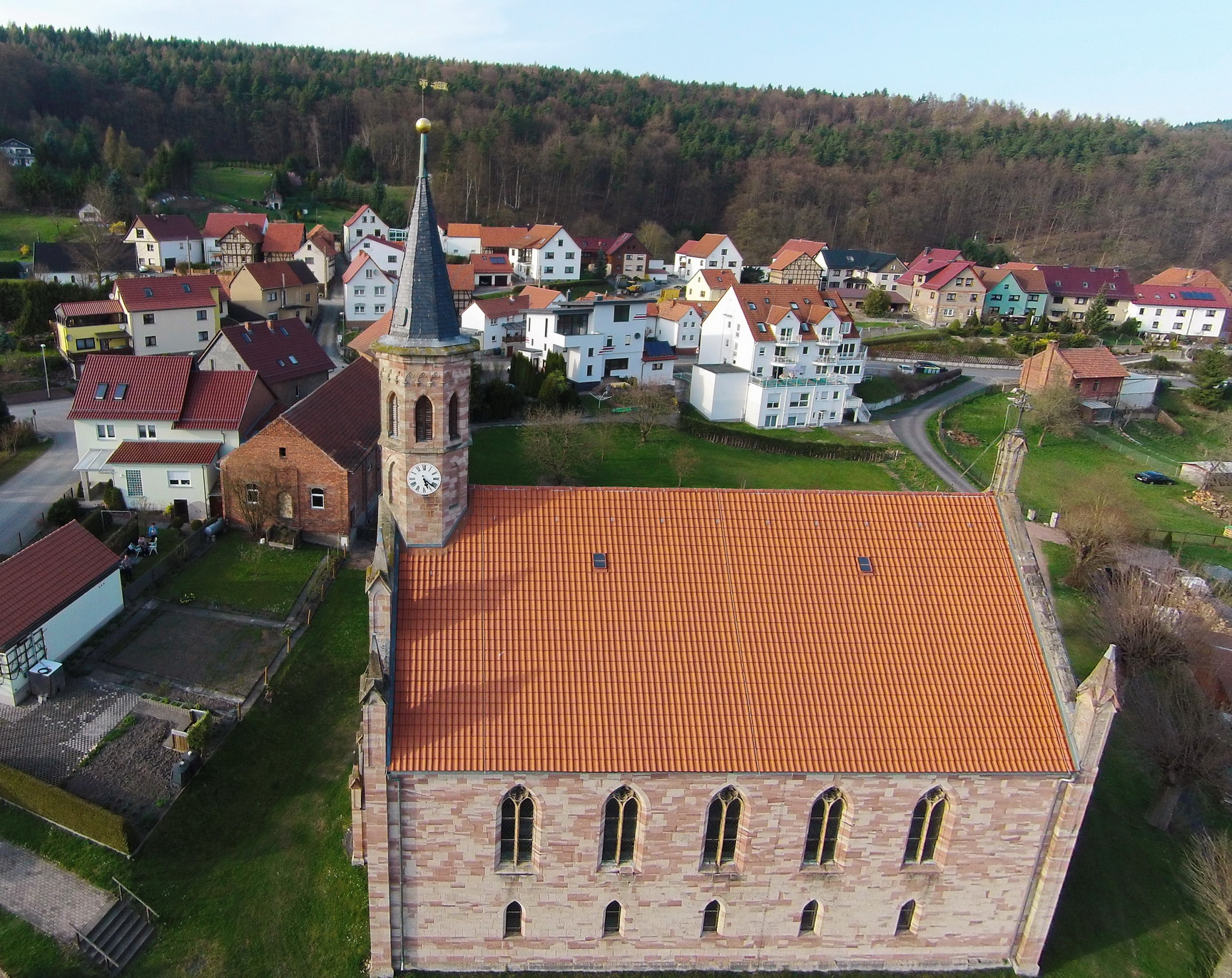
St.-Marien-Kirche

Die in neogotischem Baustil in den Jahren 1855–1857 erbaute Kirche errichtete man auf einem neuen Grundstück, das durch künstliche Absenkung des Sees gewonnen wurde. Auch sie erhielt den Namen „Marien-Kirche“. Zur Verschönerung stiftete die Kirchgemeinde 1895 eine neue Innenausmalung.
Von 1983 bis 1987 wurde die Kirche umfassend renoviert. Turm, Dach, Turmkopf und Wetterfahne wurden erneuert, Blitzschutz und eine neue elektrische Anlage mit Bankheizung wurde installiert und die Kanzel um 1,20 m herunter gesetzt, die Innenausmalung und die im Zweiten Weltkrieg zerstörten bleiverglasten Fenster wurden rekonstruiert.

### Frauensee mit Parkanlagen
Bereits um 1900 entstand der Gedanke den Frauensee, den nahen Hautsee mit der geheimnisvollen Schwimmenden Insel und andere Sehenswürdigkeiten der Umgebung für den Tourismus zu erschließen. In der Umgebung wurden zahlreiche Aussichtspunkte und Wanderwege angelegt, eine Badeanstalt entstand am See und am Ortsrand erbaute man zahlreiche Villen und Sommerhäuser.

### Alte Schule

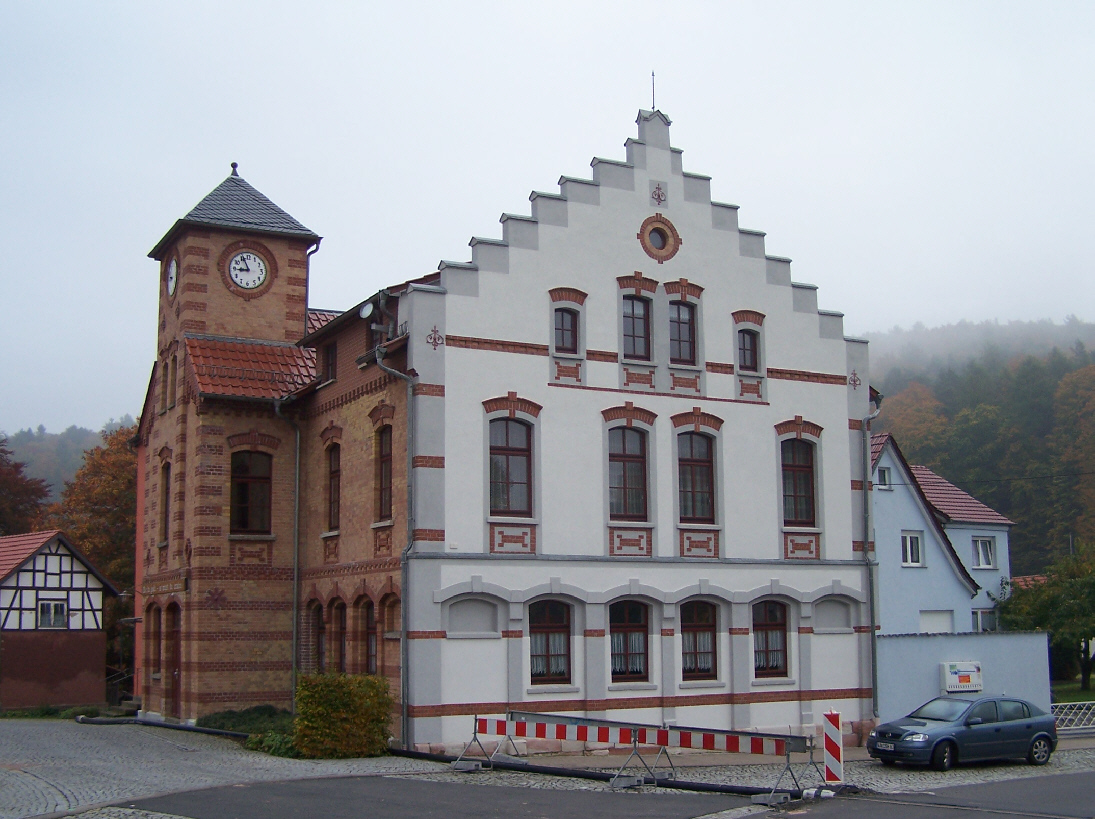
Die alte Schule
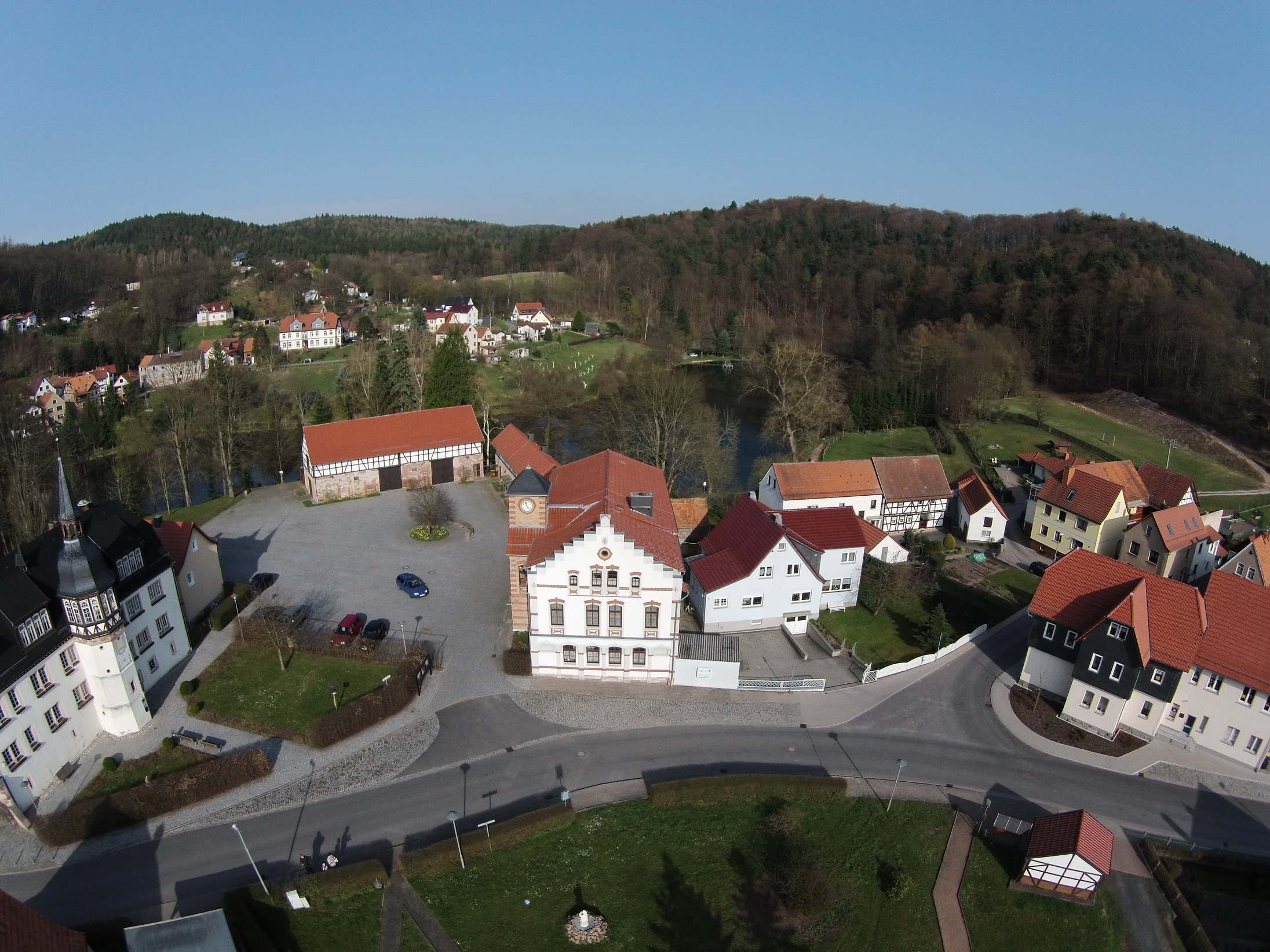
Luftbild Alte Schule mit Frauensee im Hintergrund

Gegenüber dem Schloss befindet sich die alte Dorfschule, ein Klinkerbau aus dem Jahr 1906, errichtet nach einem Entwurf des Eisenacher Architekten Hermann Hahn.

### Geschichtsdenkmale

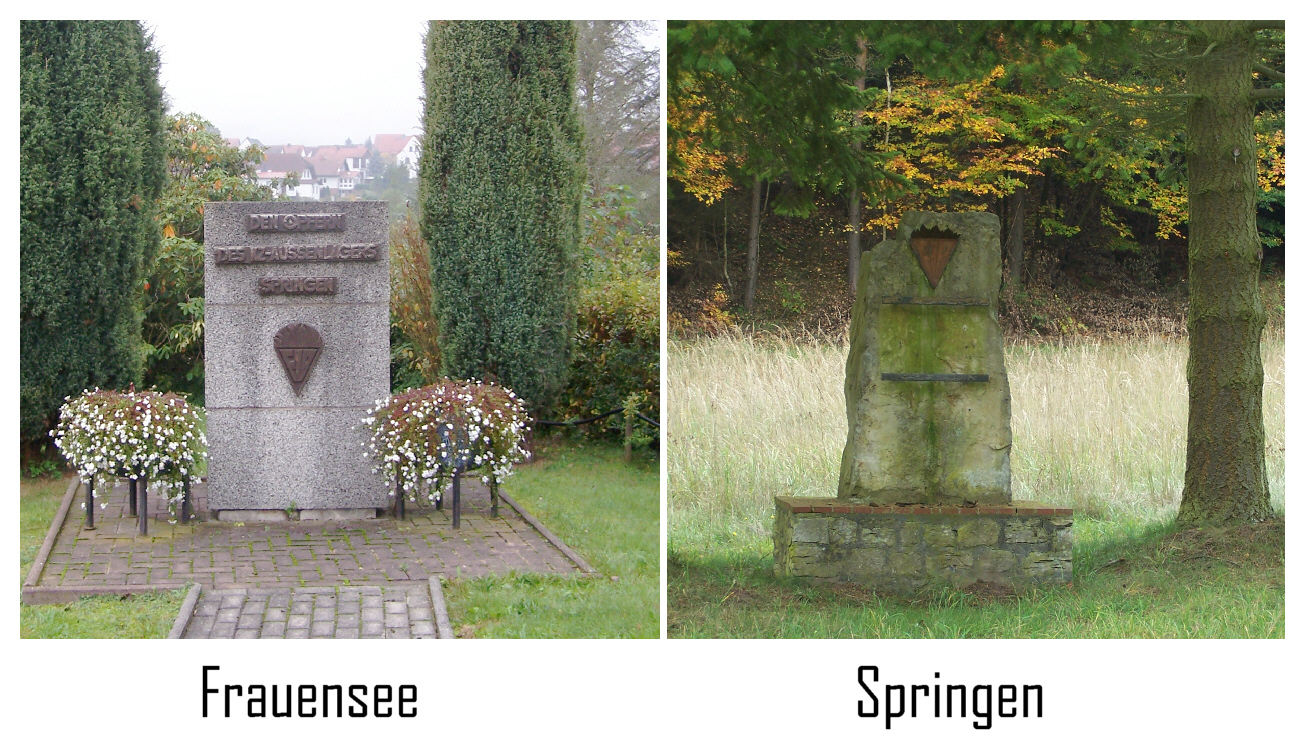
Die Gedenksteine von Frauensee und Springen

- Im Ortsteil Springen erinnert seit 1985 ein Gedenkstein an 14 Todesopfer unter den 500 Zwangsarbeitern, die während des Zweiten Weltkrieges im Kalischacht Spreng-, Aufräumungs- und Betonierarbeiten verrichten mussten. Ein Gedenkstein auf dem Gelände der Schachtanlage I verweist seit 1975 auf dieses Geschehen[15]

### Naturdenkmale
Das Naturschutzgebiet Dolinenhänge befindet sich nordwestlich der Ortslage und hat eine Gesamtfläche von 75,25 Hektar. Es wurde am 9. Dezember 1996 ausgewiesen.

## Wirtschaft

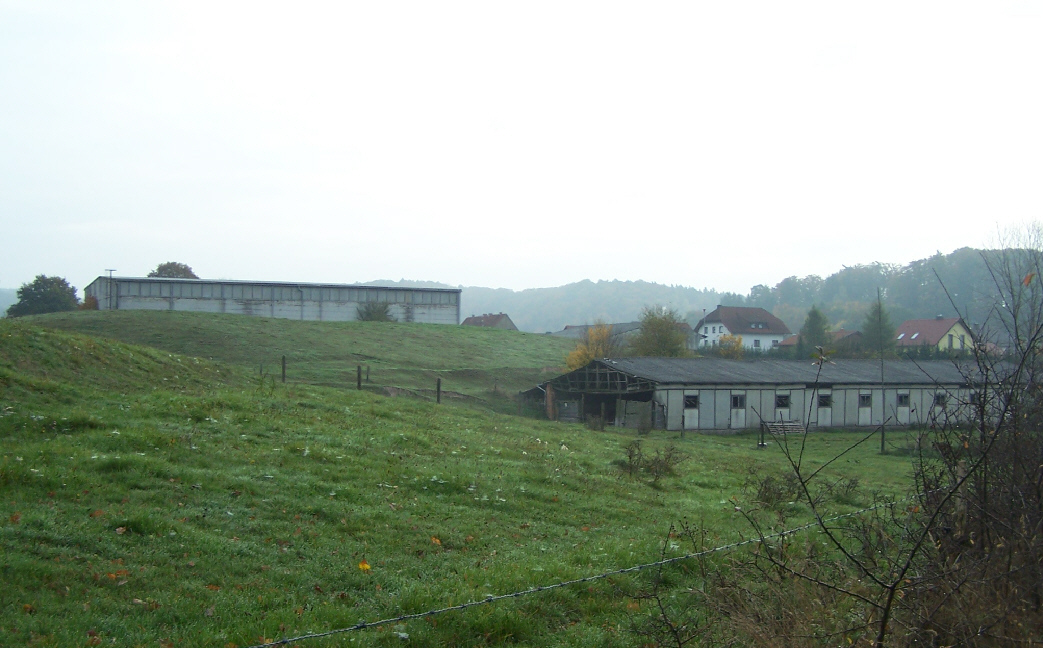
Die Milchviehanlage am Westrand des Dorfes Frauensee

In Frauensee hat der Strukturwandel der Wirtschaft zu einer Neuorientierung auf den Tourismus geführt. Am westlichen Ortsrand von Frauensee befindet sich die Milchviehanlage der ehemaligen LPG; die Stallungen, Weiden und Felder werden nun von der Agrargenossenschaft Krayenburg aus Tiefenort genutzt. Die ehemaligen Schachtanlagen der Kaliindustrie bei Springen sind weitestgehend demontiert.

## Verkehr

### Straßenverkehr
Frauensee befindet sich etwa 10 Kilometer südöstlich der Anschlussstelle 36 Gerstungen der Bundesautobahn 4, diese erreicht man über Gospenroda und Berka/Werra auf der Landesstraße 1022. Die Bundesstraße 84 führt etwa 3 Kilometer östlich an Frauensee vorbei nach Vacha, in die Kreisstadt Bad Salzungen (14 km) oder nach Eisenach (25 km).

### Schienenverkehr
Die nächstgelegenen Bahnhöfe befinden sich in Marksuhl (Süd-Thüringen-Bahn Eisenach-Bad Salzungen) und Gerstungen (Thüringer Bahn Eisenach–Bebra). Anschluss an das ICE-Netz findet man am Bahnhof Eisenach.

### ÖPNV
Buslinien des Verkehrsunternehmen Wartburgmobil verbinden den Ort mit Vacha, Geisa, Bad Salzungen, Gerstungen und Eisenach.